# Climat d'Indre-et-Loire

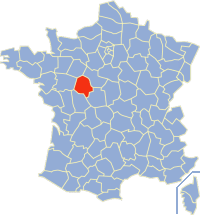
L'Indre-et-Loire (en rouge) sur une carte de la France métropolitaine

Le climat d'Indre-et-Loire est un climat tempéré de type océanique dégradé.
Il est caractérisé par des températures moyennes comprises entre 4,7 °C et 19,8 °C. Les hivers sont doux (min 1,9 °C / max 12,3 °C) et pluvieux. Les étés connaissent en général chaque année au moins un épisode caniculaire de quelques jours même s'ils sont beaux et doux (min 11,1 °C / max 25,5 °C) le reste du temps. Les précipitations sont de 696 mm sur l'année. Les chutes de neige y sont rares, il tombe quelques flocons, en moyenne 9 jours par an.

## Réseaux des stations météorologiques d'Indre-et-Loire

### Le réseau de Météo-France
Le réseau d'observations de Météo-France en Indre-et-Loire est constitué de 19 stations météorologiques automatiques :
- niveau 0 : Tours–Parçay-Meslay ;
- niveau 1 : Ferrière-Larçon, Reignac-sur-Indre, Saint-Christophe-sur-le-Nais, Saunay, Savigny-en-Véron ;
- niveau 2 : Amboise, Beaumont-Village, Channay-sur-Lathan, Cheillé, Chinon, Fondettes, Joué-lès-Tours, Ligré, Limeray, Sonzay, Saint-Épain, Saint-Nicolas-de-Bourgueil, Sublaines.

Ce réseau est complété par 22 stations manuelles de niveau 4 : Avon-les-Roches, Bourgueil, Boussay, Château-Renault, Courcoué, Esves-le-Moutier, Fondettes, Le Grand-Pressigny, Joué-lès-Tours, Lignières-de-Touraine, L'Île-Bouchard, Luynes, Monnaie, Neuvy-le-Roi, Perrusson, Reugny, Saint-Avertin, Saint-Branchs, Saint-Cyr-sur-Loire, Saint-Laurent-de-Lin, Saint-Laurent-en-Gâtines, Savigné-sur-Lathan et Tours.

### Le réseau StatIC
Le département d'Indre-et-Loire compte deux stations du réseau StatIC (réseau des stations amateurs en ligne d'Infoclimat), :
- Ciran, 47° 03′ 38″ N, 0° 52′ 24″ E,  altitude : 85 m, au sud de Tours ;
- Véretz, 47° 21′ 42″ N, 0° 48′ 33″ E, altitude : 50 m, au sud-est de Tours.

## Données climatiques à la station de Tours–Parçay-Meslay
La station météorologique de Tours–Parçay-Meslay (47° 26′ 31″ N, 0° 44′ 46″ E), est située au nord-nord-est de Tours, à proximité immédiate de l'aéroport de Tours Val de Loire, à une altitude de 108 mètres.
| Ville                | Ensoleillement · (h/an) | Pluie · (mm/an) | Neige · (j/an) | Orage · (j/an) | Brouillard · (j/an) |
| -------------------- | ----------------------- | --------------- | -------------- | -------------- | ------------------- |
| Médiane nationale    | 1 852                   | 835             | 16             | 25             | 50                  |
| Tours–Parçay-Meslay. | 1 845                   | 695             | 9              | 19             | 52                  |
| Paris                | 1 717                   | 634             | 13             | 20             | 26                  |
| Nice                 | 2 760                   | 791             | 1              | 28             | 2                   |
| Strasbourg           | 1 747                   | 636             | 26             | 28             | 69                  |
| Brest                | 1 555                   | 1 230           | 6              | 12             | 78                  |
| Bordeaux             | 2 070                   | 987             | 3              | 32             | 78                  |

Le tableau suivant donne les moyennes mensuelles de température et de précipitations pour la station de Tours–Parçay-Meslay recueillies sur la période 1981 - 2010 :
| Mois                              | jan. | fév. | mars  | avril | mai   | juin  | jui.  | août | sep. | oct.  | nov. | déc. | année |
| --------------------------------- | ---- | ---- | ----- | ----- | ----- | ----- | ----- | ---- | ---- | ----- | ---- | ---- | ----- |
| Température minimale moyenne (°C) | 2    | 1,9  | 3,9   | 5,6   | 9,2   | 12,1  | 14    | 13,8 | 11,1 | 8,6   | 4,6  | 2,5  | 7,5   |
| Température moyenne (°C)          | 4,7  | 5,2  | 8,1   | 10,4  | 14,2  | 17,5  | 19,8  | 19,6 | 16,5 | 12,2  | 7,8  | 5    | 11,8  |
| Température maximale moyenne (°C) | 7,3  | 8,5  | 12,3  | 15,2  | 19,1  | 22,8  | 25,5  | 25,5 | 21,8 | 16,8  | 10,9 | 7,5  | 16,1  |
| Ensoleillement (h)                | 69,2 | 92   | 142,1 | 180,4 | 202,5 | 228,2 | 249,1 | 239  | 186  | 123,3 | 79,5 | 57,1 | 1 848 |
| Précipitations (mm)               | 66,3 | 55,9 | 50,2  | 55,9  | 62,3  | 46,1  | 53,2  | 42,6 | 53,3 | 71    | 69,7 | 71,2 | 695,9 |

| Diagramme climatique                                  |            |             |             |             |              |            |              |              |           |             |            |
| J                                                     | F          | M           | A           | M           | J            | J          | A            | S            | O         | N           | D          |
| 7,3266,3                                              | 8,51,955,9 | 12,33,950,2 | 15,25,655,9 | 19,19,262,3 | 22,812,146,1 | 25,51453,2 | 25,513,842,6 | 21,811,153,3 | 16,88,671 | 10,94,669,7 | 7,52,571,2 |
| Moyennes : • Temp. maxi et mini °C • Précipitation mm |            |             |             |             |              |            |              |              |           |             |            |

| Mois                                        | jan.       | fév.       | mars       | avril     | mai       | juin      | jui.      | août      | sep.      | oct.      | nov.      | déc.       | année      |
| ------------------------------------------- | ---------- | ---------- | ---------- | --------- | --------- | --------- | --------- | --------- | --------- | --------- | --------- | ---------- | ---------- |
| Record de froid (°C) date du record         | −17,4 1987 | −14,2 1963 | −10,3 2005 | −3,4 1974 | −0,6 1957 | 2,6 1969  | 4,3 1965  | 4,8 1986  | 0,9 1956  | −2,8 1950 | −9 1956   | −18,5 1964 | −18,5 1964 |
| Record de chaleur (°C) date du record       | 16,9 1975  | 21 1958    | 26,4 1955  | 29,3 1949 | 32,1 1953 | 41,5 2019 | 42,1 2019 | 39,8 2003 | 34,8 1953 | 29 1985   | 22,6 1955 | 18,9 1953  | 39,8 2003  |
| Nombre de jours avec gel                    | 10,6       | 9,1        | 6,7        | 2         | 0,1       | 0         | 0         | 0         | 0         | 0,5       | 6,2       | 10,2       | 45,3       |
| Record de vent (km/h) date du record        | 115 1998   | 122 2010   | 112 1988   | 94 1994   | 119 1988  | 86 1987   | 130 2003  | 119 1992  | 97 1995   | 104 1987  | 104 1987  | 130 1999   | 130 1999   |
| Record de pluie en 24 h (mm) date du record | 36,4 1961  | 30,6 1997  | 33,8 1980  | 29,4 2001 | 62 2009   | 58 1970   | 52,7 1999 | 61,8 1997 | 48 2003   | 44 1966   | 36,6 1997 | 34,9 1976  | 62 2009    |

La comparaison des moyennes trentenaires à la station de Tours (données ci-dessous) semble mettre en évidence une certaine élévation du niveau des températures (minimales, moyennes et maximales) sur les trois périodes de référence ; les paramètres d'ensoleillement et de précipitations n'évoluent pas de manière lisible.
|                                      | 1961-1990 | 1971-2000 | 1981-2010 |
| ------------------------------------ | --------- | --------- | --------- |
| température minimale moyenne (en °C) | 6,9       | 7,1       | 7,5       |
| température moyenne (en °C)          | 11,2      | 11,4      | 11,8      |
| température maximale moyenne (en °C) | 15,4      | 15,7      | 16,1      |
| ensoleillement (en h)                | 1 815,6   | 1 799,0   | 1 848,0   |
| précipitations (en mm)               | 678,9     | 704,0     | 695,9     |

## Aperçu du climat
L'ensemble du département connaît un climat tempéré océanique dit dégradé en raison de la relative proximité de la côté atlantique. Dominé par un flux d'ouest, il se caractérise par des températures clémentes, les moyennes mensuelles minimales n'étant jamais négatives, même en hiver ; en été, des périodes de fortes chaleurs sont courantes, avec parfois un véritable épisode caniculaire de quelques jours, comme lors de la canicule européenne de 2003 où un record inégalé de température instantanée a été enregistré à 39,8 °C le 10 août puis battu le 29 juin 2019 où la température a atteint 41,5 °C dans la commune de Savigny-en-Véron. Record de nouveau battu un mois plus tard avec 42,1 °C le 23 juillet à Chinon. Aucun mois n'est véritablement sec, les précipitations mensuelles moyennes étant toujours supérieures à 40 mm.
Le nord de la Touraine semble être soumis, plus que le reste du département, à des fortes et soudaines variations de température. Les légers reliefs du sud-est du département comme la Ronde de Céré et la forêt de Brouard semblent suffisants pour créer un obstacle aux masses d'air atlantiques, conférant à cette partie de l'Indre-et-Loire une pluviométrie un peu plus importante que celle enregistrée dans le reste de la Touraine.

## Pour approfondir